# کاودوپللا
کاودوپللا (به لاتین: Kawdupelella) یک منطقهٔ مسکونی در سری‌لانکا است که در استان مرکزی (سری‌لانکا) واقع شده‌است.